# Banque populaire de Chine
Pour les articles homonymes, voir BPC, Banque populaire (homonymie) et Banque centrale chinoise.
La Banque populaire de Chine ou BPC (chinois simplifié : 中国人民银行 ; chinois traditionnel : 中國人民銀行 ; pinyin : Zhōngguó Rénmín Yínháng) est la banque centrale de la république populaire de Chine. C'est l'institution financière qui, entre autres, émet les billets et pièces en circulation dans la république populaire de Chine, à l'exception de Hong Kong et Macao, et dont la devise est le yuan ou renminbi. Jusqu'en 1978, c'était la seule banque de la république populaire. Son rôle a ensuite évolué vers celui d'une banque centrale. Toutefois, un certain nombre d'activités, notamment la gestion des réserves de change, sont confiées à un autre organisme connu internationalement sous le nom de State Administration of Foreign Exchange.
Le président de la BPC est nommé par le premier ministre et approuvé par l'Assemblée nationale populaire. Il est membre du Conseil des affaires de l'État.

## Histoire

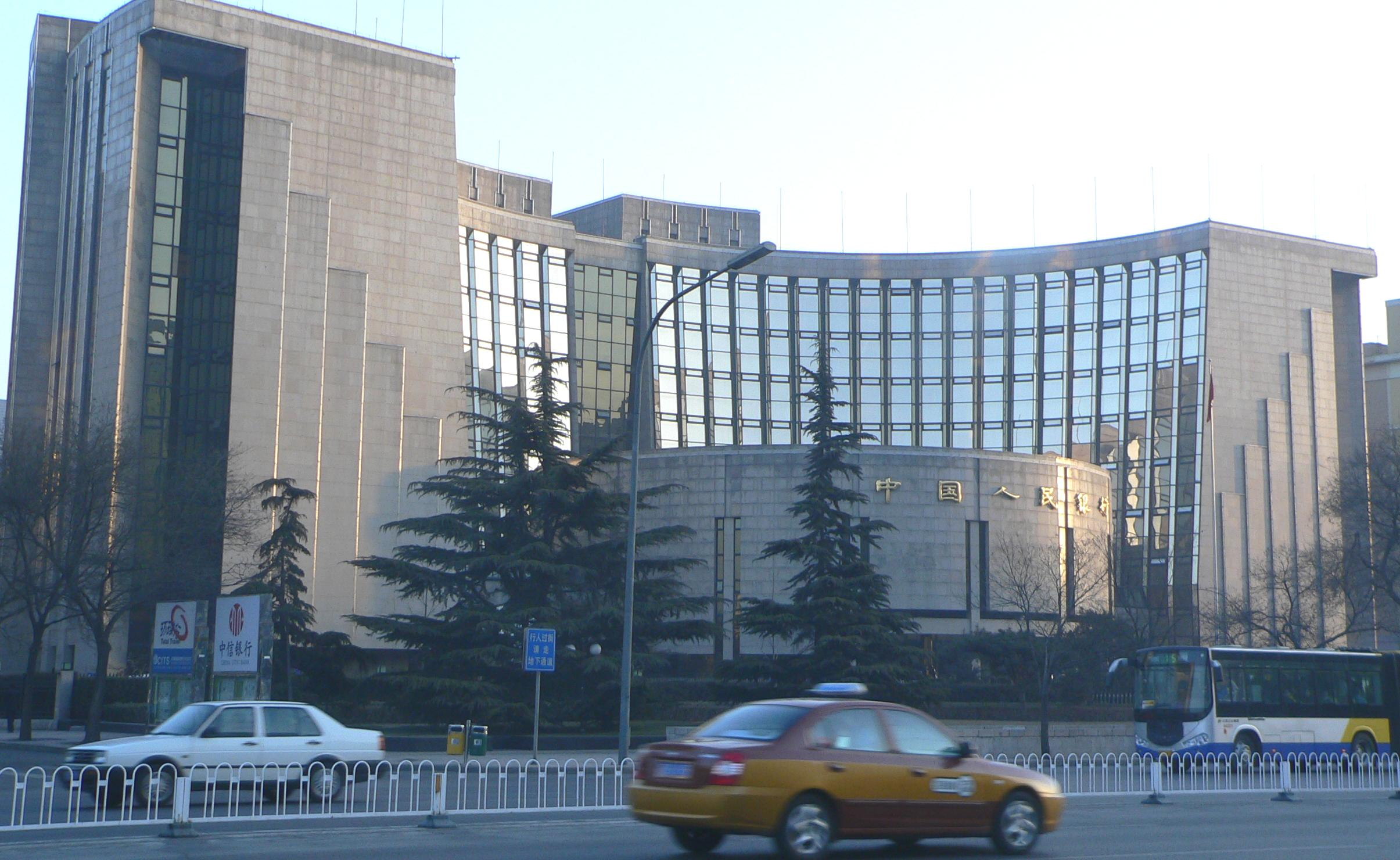
Le quartier général de la Banque populaire de Chine.

### Stade initial d'établissement
Au cours de la première guerre civile entre le Kuomintang et le Parti communiste, en novembre 1931, le « Premier Congrès national soviétique » à Ruijin, Jiangxi passa une résolution pour créer la « Banque nationale de la République soviétique chinoise » et émettre de la monnaie. Après la guerre anti-japonaise et la deuxième guerre civile, le gouvernement dirigé par le Parti communiste chinois est divisé en zones non connectées les unes aux autres, chaque base a établi une gestion décentralisée et relativement indépendante de la base bancaire, et chaque émission de monnaie en circulation au sein la base.
En octobre 1947, le Comité central du Parti communiste chinois, sur la base de la proposition de Dong Biwu, décida de se préparer à la création d'une banque unifiée dans toutes les zones devenues communistes, nommée Banque populaire de Chine. Bientôt, le Bureau des finances et de l’économie de la Chine du Nord (ci-après dénommé le Bureau des finances et de l’économie de la Chine du Nord) a créé le Bureau préparatoire de la Banque populaire de Chine. Le 15 mai 1948, le Comité central du Parti communiste chinois a nommé Dong Biwu ministre des finances et de l'économie du Comité central du Parti communiste chinois. Le Bureau des finances de la Chine du Nord a été achevé et toutes les questions en suspens ont été transmises au Ministère des finances et de l’économie du Comité central du Parti communiste chinois. Le ministère est rattaché au bureau préparatoire de la Banque populaire de Chine,.
Le 1er décembre 1948, la Banque populaire de Chine a été créée dans la ville de Shijiazhuang, province du Hebei. La Banque populaire de Chine est basée sur la North China Bank et a fusionné avec Beihai Bank et Northwest Farmers Bank. Le gouvernement populaire de Chine du Nord a publié un avis que la Banque populaire de Chine a publié le jour du yuan dans le nord de la Chine, l'est de la Chine, le flux uniforme du nord-ouest des trois districts. En février 1949, la Banque populaire de Chine a déménagé de la ville de Shijiazhuang à Peiping. En septembre 1949, la première session plénière de la Conférence consultative politique du peuple chinois a adopté la loi d'organisation du gouvernement central populaire de la république populaire de Chine, qui incluait la Banque populaire de Chine dans la série d'unités relevant directement du Conseil d'État, sous la direction du Comité des finances et de l’économie du Conseil d’État et du Gouvernement central populaire. Le Ministère entretient des contacts étroits et lui confie les fonctions d’une banque nationale chargée d’émettre la monnaie nationale, de gérer la trésorerie nationale, de gérer finances nationales, stabilisation du marché financier, soutien à la reprise économique et à la reconstruction nationale.
À la fin de la période de reprise de l’économie nationale en 1952, la Banque populaire de Chine, en tant que banque nationale, avait mis en place un système organisationnel à direction verticale dans tout le pays ; unifié l’émission du renminbi et accepté progressivement les devises émises par les zones devenues communistes. Toutes étaient claires et échangées dans un temps limité. Les différentes monnaies émises par le gouvernement de la république de Chine ont fait du renminbi la monnaie nationale unifiée; une gestion unifiée des différentes institutions financières est mise en place. La Banque populaire de Chine a utilisé l'émission de devises et la politique monétaire pour inverser le chaos du marché financier dans les premiers jours de la fondation de la république populaire de Chine et mettre fin à l'hyperinflation laissée par le gouvernement de la république de Chine pour deux décennies. Dans le même temps, la Banque populaire de Chine a soutenu la croissance rapide de l'économie d'État conformément à la politique de « l'équilibre entre le secteur public et privé, les avantages de la main-d'œuvre et du capital, l'assistance mutuelle entre les zones urbaines et rurales, et échanges extérieurs », et a soutenu la croissance rapide de l’économie publique et augmenté modérément les prêts à l’économie privée et individuelle pour assurer la stabilité. La valeur du renminbi a contribué à la reprise et au développement de l’économie nationale.

### Période de l'économie planifiée
Avec l'avancée rapide de la transformation socialiste, le secteur financier privé a été incorporé dans des banques communes public-privé, formant un système financier centralisé et unifié. En tant qu'institution nationale de gestion financière et d'émission de devises, la Banque populaire de Chine n'est pas seulement un État agence de gestion financière, mais aussi une opération globale de l'activité bancaire Banque nationale. Depuis 1953, un système de gestion centralisé et unifié complet des plans de crédit a été progressivement mis en place, et la méthode de gestion des « dépôts unifiés et des prêts unifiés » a été mise en œuvre, et les plans de crédit bancaire ont été incorporés dans le plan économique national.
Le 25 novembre 1954, la deuxième réunion du Comité permanent du premier Congrès national du peuple approuva la Banque populaire de Chine en tant qu'institution relevant directement du Conseil d'État. Le 13 juin 1962, le Comité central du Parti communiste chinois et le Conseil d'État ont publié la « Notice sur le changement de position de la Banque populaire de Chine au sein de l'Organisation nationale », décidant que le siège de la Banque populaire de Chine devrait passer d'une institution relevant directement du Conseil d'État à une institution de niveau ministériel relevant du Conseil d'État. Le chef du siège est le Conseil d'État. À la fin de 1956, la Banque populaire de Chine comptait 19 départements et 2 088 employés. Le travail bancaire a été affaibli pendant la période du Grand bond en avant. En 1961, le siège a été réduit à 9 départements et les effectifs ont été ramenés à 820. En 1962, le Comité central du Parti communiste chinois et le Conseil d'État décident de renforcer le travail bancaire et d'enrichir les cadres bancaires. À la fin de 1965, le siège social avait mis en place le bureau général, le bureau de planification, le bureau du crédit industriel, le bureau de distribution comptable, le bureau de la commune populaire, le bureau d'orientation comptable, le bureau de coopération en matière de crédit, le bureau de crédit d'État, l'imprimerie, le bureau des affaires étrangères, Bureau du conseil et département politique, La Commission centrale de supervision est répartie dans 18 départements et agences, y compris le Groupe de supervision, avec 1 325 membres du personnel.
Pendant la Révolution culturelle, en septembre 1967, le représentant militaire Fan Jiusi et le représentant militaire adjoint Zhang Guifu sont entrés à la Banque populaire de Chine pour former une équipe « trois en un » et mettre en œuvre le système de représentation militaire. À ce moment-là, un grand nombre de cadres dirigeants ont cessé de travailler et divers départements fonctionnels ont été retirés et fusionnés, ne laissant que les équipes politiques et commerciales pour maintenir leur travail. En juin 1970, le Comité central du Parti communiste chinois et le Conseil d'État ont chargé le ministère des Finances de fusionner avec la Banque populaire de Chine pour créer le Comité révolutionnaire du ministère des Finances et le groupe central du Parti du ministère des Finances. Après la fusion des deux institutions, le nom de la Banque populaire de Chine restera.
Le 28 novembre 1977, le Conseil d'État a publié les « Plusieurs dispositions sur la réorganisation et le renforcement du travail bancaire », qui identifiaient la Banque populaire de Chine comme étant les ministères et commissions du Conseil d'État et le ministère des Finances. En mars 1978, la première réunion de la cinquième Assemblée populaire nationale a approuvé la restauration de la Banque populaire de Chine en tant qu'institution de niveau ministériel avec un département financier. En tant que banque nationale, la Banque populaire de Chine est chargée de la politique financière nationale, de l'émission des devises, de la planification du crédit et de la planification des capitaux. La Banque populaire de Chine fut créée en 1948, dans le Hebei. Après la proclamation de la république populaire de Chine, elle fut transférée à Pékin.

## Gouverneurs
| Identité                                    | Période          | Période          | Durée                      |
| Identité                                    | Début            | Fin              | Durée                      |
| ------------------------------------------- | ---------------- | ---------------- | -------------------------- |
| Nan Hanchen (en) (zh) 南漢宸 (1895 - 1967)  | 1949             | octobre 1954     | 5 ans                      |
| Cao Juru (en) (zh) 曹菊如 (1901 - 1981)     | 20 novembre 1954 | octobre 1964     | 9 ans et 11 mois           |
| Hu Lijiao (en) (zh) 胡立教 (1914 - 2006)    | octobre 1964     | 1966             | 2 ans                      |
| Vacant                                      | 1966             | 13 mai 1973      | 7 ans                      |
| Chen Xiyu (en) (zh) 陈希愈 (1911 - 2000)    | 13 mai 1973      | mars 1978        | 4 ans et 10 mois           |
| Li Baohua (en) (zh) 李葆华 (1909 - 2005)    | 5 mars 1978      | 4 mai 1982       | 4 ans, 1 mois et 29 jours  |
| Lü Peijian (en) (zh) 吕培俭 (né en 1928)    | 4 mai 1982       | 21 mars 1985     | 2 ans, 10 mois et 17 jours |
| Chen Muhua (en) (zh) 陈慕华 (1921 - 2011)   | 21 mars 1985     | 12 avril 1988    | 3 ans et 22 jours          |
| Li Guixian (en) (zh) 李贵鲜 (né en 1937)    | 12 avril 1988    | 2 juillet 1993   | 5 ans, 2 mois et 20 jours  |
| Zhu Rongji (zh) 朱鎔基 (né en 1928)         | 2 juillet 1993   | 30 juin 1995     | 1 an, 11 mois et 28 jours  |
| Dai Xianglong (en) (zh) 戴相龙 (né en 1944) | 30 juin 1995     | 28 décembre 2002 | 7 ans, 5 mois et 28 jours  |
| Zhou Xiaochuan (zh) 周小川 (né en 1948)     | 28 décembre 2002 | 19 mars 2018     | 15 ans, 2 mois et 19 jours |
| Yi Gang (en) (zh) 易纲 (né en 1958)         | 19 mars 2018     | 25 juillet 2023  | 5 ans, 4 mois et 6 jours   |
| Pan Gongsheng (en) (zh) 潘功勝 (né en 1963) | 25 juillet 2023  | En cours         | 2 ans et 7 jours           |